# Crataegus tanuphylla
Crataegus tanuphylla es una especie de planta del género Crataegus, perteneciente a la familia Rosaceae.

## Taxonomía
Crataegus tanuphylla fue descrita por Charles Sprague Sargent en 1910.

## Distribución
Se encuentra en el territorio de Ohio y Pensilvania.